# Szumanie-Pustoły
Szumanie-Pustoły – wieś w Polsce położona w województwie mazowieckim, w powiecie sierpeckim, w gminie Zawidz. Ma status sołectwa.
W latach 1975–1998 miejscowość administracyjnie należała do województwa płockiego.